# Бањица (Липљан)
Бањица (алб. Baicë) је насеље у општини Липљан, Косово и Метохија, Република Србија.

## Географија
Бањица се налази на 583 метара надморске висине, и то на координатама 42° 31′ 12" северно и 20° 55′ 12" источно.
Налази се на око двадесет и седам километара од Приштине.

## Демографија
| Етнички састав према попису из 1981.‍ | Етнички састав према попису из 1981.‍ | Етнички састав према попису из 1981.‍ | Етнички састав према попису из 1981.‍ | Етнички састав према попису из 1981.‍ |
| ------------------------------------ | ------------------------------------ | ------------------------------------ | ------------------------------------ | ------------------------------------ |
|                                      |                                      |                                      |                                      |                                      |
| Албанци                              | Албанци                              |                                      | 659                                  | 100,00%                              |

| Демографија | Демографија | Демографија |
| Година      | Становника  | Становника  |
| ----------- | ----------- | ----------- |
| 1948.       | 332         |             |
| 1953.       | 381         |             |
| 1961.       | 402         |             |
| 1971.       | 488         |             |
| 1981.       | 659         |             |
| 1991.       | 841         |             |